# Neptune/Triton Orbiter
Neptune Orbiter é um projeto da NASA de uma sonda espacial não tripulada para explorar o planeta Netuno. A previsão inicial era para lançamento em meados de 2016, porém a previsão de lançamento atual é para 2035. 

## Missão
A Neptune Orbiter foi projetada para responder muitas perguntas que ainda cercam este planeta. Seu objetivo principal é estudar a atmosfera, o clima, os anéis e as luas de Netuno, particularmente Tritão.  
A missão deve levar aproximadamente 10,25 anos para chegar a Netuno, e prevê passagem por Vênus e Júpiter para obter impulso gravitacional dos planetas. O estudo inicial previa também a sua passagem por Urano, mas isso foi julgado desnecessário e retirado dos planos. Após a chegada ao planeta, a missão deverá durar entre 3 a 5 anos.
A missão deverá lançar duas sondas atmosféricas sobre Tritão para analisar a composição da superfície e do seu interior, e a possível atmosfera de nitrogênio, como também procurar água em forma líquida e formas de vida microscópicas. Embora a exploração de Tritão seja considerada de alta prioridade, o orçamento atual da NASA pode possivelmente cancelar a missão. 
Existe uma previsão para junto com as landers de Tritão, duas sondas atmosféricas entrarem na atmosfera de Netuno e estudar o clima e a meteorologia do planeta tempestuoso. Semelhante para a sonda Galileo que desceu na atmosfera de Júpiter, levaria aproximadamente 30 minutos a uma hora de análise detalhada da atmosfera até que a força gravitacional do planeta as puxem e as esmaguem, destruindo-as.
A NASA disponibilizou poucas informações sobre a sonda e seu lançamento. Os controles orçamentais da NASA colocam em risco a proposta, e o desenvolvimento da missão ainda é apenas especulativo.